# Augustus FitzClarence
Augustus FitzClarence (1 tháng 3 năm 1805 – 14 tháng 6 năm 1854), là con trai ngoại hôn nhỏ nhất của William IV của Liên hiệp Anh và người tình lâu nămDorothea Jordan. Giống như anh chị em, Augustus ít liên lạc với mẹ sau khi cha mẹ chia tay vào năm 1811.